# نوک‌شاخ کوتوله نوک‌سرخ
 نوک‌شاخ کوتوله نوک‌سرخ (نام علمی: Tockus camurus) نام یک گونه از تیره نوک‌شاخ است.